# 328

328(삼백이십팔)은 327보다 크고 329보다 작은 자연수다.

## 수학
- 합성수로, 그 약수는 1, 2, 4, 8, 41, 82, 164, 328이다. 진약수의 합은 302이므로, 328은 부족수다.
- 47 이하의 모든 소수(素數)의 합이다.[a]
- {\displaystyle 328=2^{2}+18^{2}}
  - 서로 다른 두 자연수의 제곱합으로 나타낼 수 있는 수다.
- {\displaystyle 3^{8}-1}은 328로 나누어떨어진다.

## 과학·기술
- NGC 328(영어판): 봉황자리 방향에 있는 나선은하.
- 페라리 328: 페라리의 스포츠카.

## 교통

### 철도
- 수도권 전철 3호선 안국역의 역번호.
- 대구 도시철도 3호선 서문시장역의 역번호.

### 도로
- 국도 제328호선
  - 일본 328번 국도(일본어판): 가고시마현 가고시마시에서 이즈미시까지 이어지는 일본의 국도.
- 기타 도로
  - 328번 지방도 (폐지): 대한민국의 과거 지방도.
  - 현도 제328호선

## 군사
- U-328(영어판): 제2차 세계 대전에 사용된 나치 독일의 군용 잠수함.

## 문화유산
- 대한민국의 국보 제328호: 예천 용문사 대장전과 윤장대
- 대한민국의 보물 제328호: 금동약사여래입상
- 대한민국의 사적 제328호: 경주 용강동 고분

## 방송
- U+ TV의 애니플러스 채널 번호.

## 기타
- 날짜: 3월 28일
- 연도: 328년, 기원전 328년
- 일본어 단어 ‘미츠바(みつば)’, ‘미츠하(みつは)’의 숫자 고로아와세.

### 내용주
1. ↑  2 + 3 + 5 + 7 + 11 + 13 + 17 + 19 + 23 + 29 + 31 + 37 + 41 + 43 + 47 = 328